# Wilson Kipketer
Wilson Kosgei Kipketer (Kapsabet, Kenia, 12 december 1972) is een Keniaans-Deens oud-atleet, die was gespecialiseerd in de 800 m, waarop hij de huidige wereldrecordhouder indoor is. Van 7 juli 1997 tot 22 augustus 2010 was hij ook de wereldrecordhouder outdoor. Hij werd op deze discipline viermaal wereldkampioen (eenmaal indoor en driemaal outdoor), Europees kampioen, en won twee medailles op de Olympische Zomerspelen.

## Biografie

### Jeugd
In 1990 ging Kipketer naar Denemarken om elektrotechniek te studeren. In die tijd was hij nog Keniaans junior, maar omdat hij zich niet voor de Keniaanse eerste ploeg kon kwalificeren, startte hij voor Denemarken. Op het WK voor junioren in het Bulgaarse Plovdiv dat jaar behaalde hij op de 800 m een vierde plaats.

### Senioren
Bij het WK en het EK was Kipketer een van de favorieten en hij won zijn eerste wereldtitel op de 800 m tijdens het WK '95 in Göteborg. In '97 en '99 werd hij eveneens wereldkampioen.
In 1997 bracht hij in Keulen het wereldrecord op 1.41,11 en indoor zette hij het WR op 1.42,67. In 1998 liep hij een poos niet wegens de ziekte malaria.
In 1996 was Kipketer nog geen Deens staatsburger en daarom mocht hij van het IOC niet naar de Olympische Spelen in Atlanta. In Sydney in 2000 was hij er voor de eerste keer bij. Daar kwam hij als favoriet aan de start, maar de Nils Schumann ging met het goud naar huis. De geboren Keniaan moest in de eindsprint zijn meerdere erkennen in de Duitser. Het verschil was minimaal: 1.45,08 om 1.45,14. De Algerijn Djabir Saïd-Guerni eindigde op de derde plaats.
Bij de Olympische Spelen 2004 in Athene deed hij opnieuw mee en won een bronzen medaille. Hiermee is Kipketer een van de grootste 800 meterlopers ooit die nog nooit met een gouden olympische medaille is bekroond. In augustus 2005 kondigde Kipketer aan met onmiddellijke ingang zijn loopbaan te beëindigen. Hij is geen familie van de Keniaanse midden- en langafstandsloper Wilson Boit Kipketer.

## Titels
- Wereldkampioen kampioen 800 m - 1995, 1997, 1999
- Wereldindoorkampioen 800 m - 1997
- Europees kampioen 800 m - 2002
- Deens kampioen 800 m - 1993, 1994

## Persoonlijke records
Outdoor
| Onderdeel   | Tijd            | Datum            | Plaats     |
| ----------- | --------------- | ---------------- | ---------- |
| 400 m       | 46,85           | 1994             |            |
| 800 m       | 1.41,11 (ex-WR) | 24 augustus 1997 | Keulen     |
| 1000 m      | 2.16,29         | 23 augustus 1995 | Kopenhagen |
| 1500 m      | 3.42,80         | 1993             |            |
| 1 Eng. mijl | 3.59,57         | 5 juli 1993      | Stockholm  |

Indoor
| Onderdeel | Prestatie    | Datum            | Plaats     |
| --------- | ------------ | ---------------- | ---------- |
| 800 m     | 1.42,67 (WR) | 9 maart 1997     | Parijs     |
| 1000 m    | 2.14,96 (WR) | 20 februari 2000 | Birmingham |

## Palmares

### 800 m
Kampioenschappen
- 1990: 4e WJK - 1.48,13
- 1995:  WK - 1.45,08
- 1995:  Grand Prix Finale - 1.45,28
- 1995:  Europacup B in Bazel - 1.46,61
- 1996:  Europacup B in Fana - 1.44,33
- 1997:  WK indoor - 1.42,67
- 1997:  WK - 1.43,38
- 1997:  Europacup C in Odense - 1.47,98
- 1997:  Grand Prix Finale - 1.42,98
- 1997:  Grand Prix Finale - 1.43,55
- 1999:  WK indoor - 1.45,49
- 1999:  WK - 1.43,30
- 1999:  Europacup B in Lahti - 1.51,31
- 1999:  Europacup C in Pula - 1.47,03
- 2000:  OS - 1.45,14
- 2002:  Europacup B in Sevilla - 1.44,28
- 2002:  EK - 1.47,25
- 2003:  WK indoor - 1.45,87
- 2003: 4e WK - 1.45,23
- 2003: 4e Wereldatletiekfinale - 1.46,40
- 2004:  OS - 1.44,65
- 2004: 4e Wereldatletiekfinale - 1.46,37

Golden League-podiumplekken
- 1998:  Herculis – 1.43,74
- 1998:  Weltklasse Zürich – 1.43,18
- 1999:  Bislett Games – 1.43,11
- 1999:  Golden Gala – 1.42,79
- 1999:  Meeting Gaz de France – 1.44,89
- 1999:  Herculis – 1.42,57
- 1999:  Weltklasse Zürich – 1.43,01
- 1999:  Memorial Van Damme – 1.42,27
- 1999:  ISTAF – 1.44,03
- 2000:  Memorial Van Damme – 1.43,35
- 2002:  Herculis – 1.43,76
- 2002:  Weltklasse Zürich – 1.43,59
- 2002:  Memorial Van Damme – 1.42,74
- 2003:  Weltklasse Zürich – 1.44,36
- 2004:  Golden Gala – 1.43,88

## Onderscheidingen
- IAAF-atleet van het jaar - 1997
- Europees atleet van het jaar - 1997
- Europees sportman van het jaar (Frank Taylor Trofee) - 1997

1983 Willi Wülbeck ·
1987 Billy Konchellah ·
1991 Billy Konchellah ·
1993 Paul Ruto ·
1995 Wilson Kipketer ·
1997 Wilson Kipketer ·
1999 Wilson Kipketer ·
2001 André Bucher ·
2003 Djabir Saïd-Guerni ·
2005 Rashid Ramzi ·
2007 Alfred Kirwa Yego ·
2009 Mbulaeni Mulaudzi ·
2011 David Rudisha ·
2013 Mohammed Aman · 
2015 David Rudisha · 
2017 Pierre-Ambroise Bosse · 
2019 Donavan Brazier · 
2022 Emmanuel Korir · 
2023 Marco Arop